# 岩崎久弥
岩崎 久弥（いわさき ひさや、1865年10月14日〈慶応元年8月25日〉 - 1955年〈昭和30年〉12月2日）は、日本の実業家。三菱財閥3代目総帥。正四位、男爵。

## 生涯
久弥は岩崎弥太郎・喜勢夫妻の長男として土佐国安芸郡井ノ口村（現・高知県安芸市）に生まれた。父・弥太郎は三菱財閥の創設者。明治8年に福澤諭吉の慶應義塾に幼稚舎から入塾。3年後に父が開設した三菱商業学校（明治義塾）に転じ、英語や簿記、法律、経済を学んだ。慶應義塾普通部を卒業後、明治19年に米国留学し、1888年（明治21年）にアメリカのペンシルベニア大学ウォートン・スクールに入学。
1891年（明治24年）に帰国後、副社長として三菱社に入り、1894年（明治27年）、三菱社の合資会社転換と共に、叔父・岩崎弥之助に代わって社長に就任。以後、1916年（大正5年）にいとこの岩崎小弥太に社長を譲るまで、三菱財閥三代目として長崎造船所の近代化や東京・丸の内地区の開発など事業の拡充を図り、麒麟麦酒、農政事業、製紙業などの創業にも関わった。特に農政事業に関しては小岩井農場（岩手県）、末廣農場（千葉県）のほか、朝鮮半島、スマトラ島、ブラジルといった海外にまで経営の手を広げた。また、現在でいう事業部制を三菱合資会社に導入し、グループの活性化をもたらした。
太平洋戦争後の1947年、GHQの財閥解体政策により、3人の息子と共に財閥家族に指定され、三菱傘下企業の全役職を辞任。千葉県富里にあった末廣農場の別邸にて引退生活を送った。

### 公共資産
久弥は和田維四郎の指導により主に古典籍を収集「岩崎文庫」を設立（後に東洋文庫に統合）。1924年、東洋学の研究進展のため東洋文庫（東京都文京区本駒込）を設立するなど、様々な社会貢献を行った。
江東区清澄の清澄庭園、本駒込の六義園（りくぎえん）は、それぞれ1924年と1938年に久弥が東京市に寄付したものである。
東京市下谷区茅町（現・台東区池之端）にあった岩崎家本宅は、1896年に久弥が建てたものである。現在は洋館、撞球室（ビリヤード場）、和館の一部が残り、宅地とともに重要文化財に指定されている。洋館と撞球室はジョサイア・コンドルの設計である。岩崎久弥邸は大戦後は、占領接収を経て、最高裁判所司法研修所などで使用されたが、2001年より東京都の管理で「旧岩崎邸庭園」として一般公開されている。
久弥に関連がある台東区（旧岩崎邸庭園）、高知県安芸市（出身地）、岩手県雫石町（小岩井農場）、千葉県富里市（別邸）の4自治体は2018年5月16日、「岩崎家ゆかりの地広域文化観光協議会」を設立した。

## 栄典
位階
- 1887年（明治20年）9月21日 - 従四位[4]
- 1903年（明治36年）12月11日 - 正四位

勲章等
- 1887年（明治20年）9月29日 - 金製黄綬褒章[5]
- 1888年（明治21年）12月7日 - 銀盃一組・銀盃一個[6]
- 1896年（明治29年）6月9日 - 男爵
- 1904年（明治37年）4月18日 - 勲三等瑞宝章[7]
- 1906年（明治39年）4月1日 - 勲二等旭日重光章[8]
- 1940年（昭和15年）8月15日 - 紀元二千六百年祝典記念章[9]

## 家族
寧子（しずこ）夫人（旧上総国飯野藩第10代藩主・保科正益子爵の長女）との間に3男3女。なお久弥の義父・保科正益は、楠田咸次郎の父であり、また沢田鋓義の義父でもあるが（故に楠田咸次郎と沢田鋓義は久弥の義兄弟に当たる）、楠田咸次郎は元三菱銀行頭取・田実渉の義父であり、沢田鋓義も元三菱重工業社長・牧田與一郎の義父であるため、戦後の三菱系企業の経営者である田実と牧田も三菱の創業者一族・岩崎家と姻戚関係で結ばれているといえる。
三菱銀行取締役や東山農事社長等を歴任した岩崎寛弥は孫、建築家の国広ジョージ（国広ジョージ健彦）は曾孫。
- 妻：寧子（1874年～1944年3月10日）保科正益子爵長女。1894年結婚。3男3女を儲ける。
- 長男：彦弥太（1895年 - 1967年）三菱合資会社副社長、三菱地所取締役などを歴任。妻の操子は佐竹義準男爵三女。
- 次男：隆弥（1896年 - 1983年）三菱瓦斯（現在の三菱瓦斯化学とは別会社）、三菱製紙、小岩井農牧の各会長を歴任。妻の敏は池田成彬長女。
- 三男：恒弥（1898年5月7日～1967年4月2日）東京海上火災保険常務、小岩井農牧取締役などを歴任。妻の勝代は海軍中将清河純一長女。
- 長女：美喜（1901年 - 1980年）社会事業家。本名は澤田 美喜（読みは同じ）。のち外務官僚・沢田廉三と結婚。敗戦後、エリザベス・サンダースホームを創設した。
- 次女：澄子（1903年1月20日～1937年9月12日）甘露寺受長伯爵弟・方房に嫁ぐ。晩年は聖路加病院に入院、姉・美喜が米国ニューヨークからの帰国後に見舞いに聖路加病院に通う。敬虔なクリスチャンとなった美喜の影響もあり、澄子は死の直前に洗礼を受け、病死。
- 三女：綾子（1908年7月8日～2018年1月11日）福澤諭吉の孫・堅次（諭吉次男・捨次郎と林董伯爵令嬢・菊の次男）に嫁ぐ。昭和55年に姉・美喜とスペイン講演旅行に赴いた。2018年1月11日に109歳で死亡。